# Sherri Saum
Sherri M. Saum (née le 1er octobre 1974 à Dayton, dans l'Ohio) est une actrice et mannequin américaine.
Elle est surtout connue pour avoir joué dans Sunset Beach (1997-1999), On ne vit qu'une fois (2001-2003), Rescue Me : Les Héros du 11 septembre (2006-2007), En analyse (2009) et The Fosters (2013-2018).

## Biographie

### Enfance et formation
Née à Dayton, dans l'Ohio, Sherri a des origines allemandes du côté de sa mère et afro-américaines du côté de son père. Lorsqu'elle était au lycée, elle s'est fait découvrir par une agence de mannequinat, et a donc décidé de s'installer définitivement à New York afin de travailler avec l'agence, Images Management. Elle a été étudiante à l'université d'État de l'Ohio, ainsi qu'à l'université de New York.

### Carrière
Sherri a fait ses débuts en tant qu'actrice en jouant le rôle de Vanessa Hart dans le soap opéra, Sunset Beach. En 1999, elle a eu l'un des rôles principaux dans la série, TV Business, jusqu'en 2001. Elle a joué le rôle de Keri Reynolds dans le soap opéra, On ne vit qu'une fois, du 31 août 2001 au 16 septembre 2003,. Elle décroche ensuite des petits rôles dans les séries Rescue Me : Les Héros du 11 septembre, En analyse, Gossip Girl, Revenge et Body of Proof.

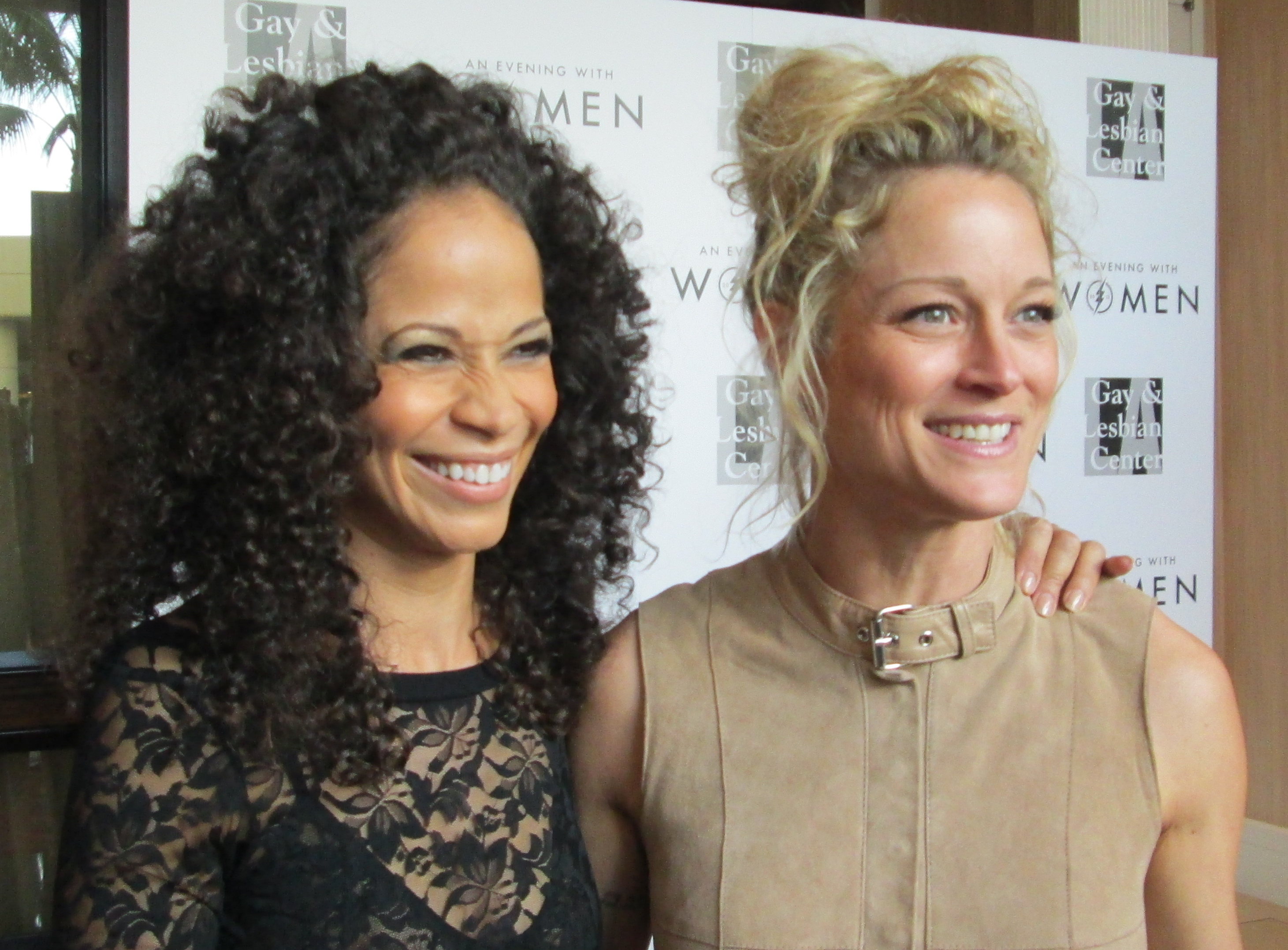
Sherri Saum et sa co-star Teri Polo dans The Fosters en 2013.

En août 2013, elle rejoint la distribution principale de la série télévisée The Fosters produite par Jennifer Lopez dans le rôle de Lena Adams Foster avec Teri Polo, Maia Mitchell, Cierra Ramirez et Noah Centineo. La série est diffusée entre le 3 juin 2013 et le 6 juin 2018 sur ABC Family / Freeform,.
En 2019, elle apparaît dans Good Trouble, la série dérivée de The Fosters le temps de quatre épisodes durant lesquels, elle reprend le rôle de Lena Adams Foster.
La même année, elle décroche le rôle Mimi DeLuca, la mère de Maria DeLuca (Heather Hemmens) dans la série Roswell, New Mexico, reboot de la série télévisée Roswell, créée par Jason Katims en 1999.
En janvier 2019, elle rejoint la distribution secondaire de la série Locke and Key créée par Joe Hill dans le rôle d'Ellie Whedon avec Jackson Robert Scott, Darby Stanchfield, Connor Jessup et Emilia Jones, diffusée depuis le 7 février 2020 sur Netflix. Il s’agit de l’adaptation des comics éponymes de Joe Hill et Gabriel Rodriguez.

### Vie privée
Sherri a été en couple avec l'acteur, Timothy Adams (en) - rencontré sur le tournage de Sunset Beach, de 1997 à 2003.
Depuis mai 2003, son compagnon est l'acteur portoricain, Kamar de los Reyes (en), qu'elle a épousé le 19 mai 2007 à New York. Ensemble, ils ont eu des jumeaux, prénommés John Rubén et Michael Luís (nés le 13 mai 2014). À la suite de son mariage avec Kamar de los Reyes, Sherri a un beau-fils, Caylen Luís (né en 1997), issu du premier mariage de son époux,,. Son mari décède le 24 décembre 2023, des suites d'un cancer. Ils sont restés 20 ans ensemble. 

## Filmographie

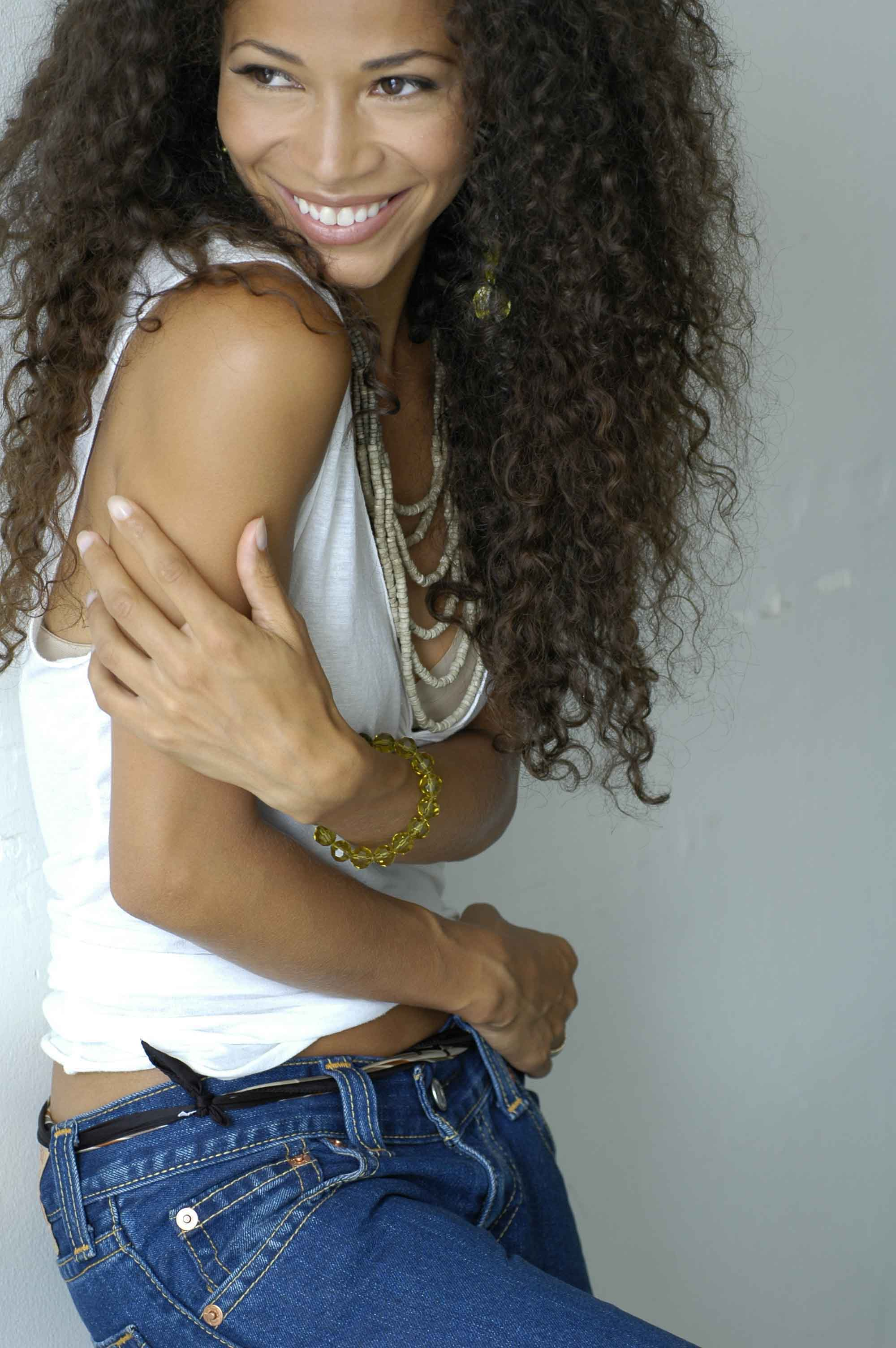
Sherri Saum en 2008.

### Films
- 2003 : Anne B. Real (en) : Janet Gimenez
- 2003 : Finding Home (en) : Candace
- 2005 : Love & Suicide : Georgina
- 2009 : Relative Stranger (film) (en) : Nicole Tate
- 2010 : Ten Stories Tall : Susan
- 2012 : Take It : Une femme

### Télévision
- 1997-1999 : Sunset Beach : Vanessa Hart (281 épisodes)
- 1999-2001 : TV Business : Casey Lennox (29 épisodes)
- 2000 : Girlfriends : Angela Anderson (saison 1, épisode 11)
- 2001 : Charmed : Ariel (saison 3, épisode 17)
- 2001-2003 : On ne vit qu'une fois : Keri Reynolds
- 2005 : New York, cour de justice : Tiffany Jackson (saison 1, épisode 6)
- 2006 : Love Monkey : Daria (1 épisode)
- 2006 : New York, section criminelle : Lydia Wyatt (saison 5, épisode 18)
- 2006 : Drift : Luna (1 épisode)
- 2006-2007 : Rescue Me : Les Héros du 11 septembre : Natalie (15 épisodes)
- 2007 : American Wives : Vanessa Kelsing (1 épisode)
- 2009 : En analyse : Bess (6 épisodes)
- 2009 : Les Experts : Miami : Karen Ballard (1 épisode)
- 2009-2010 : Gossip Girl : Holland Kemble (4 épisodes)
- 2010 : Heroes : Kate Bennet (1 épisode)
- 2010 : Memphis Beat : Melinda Connor (1 épisode)
- 2010 : Lie to Me : Candice McCallister (1 épisode)
- 2011 : Grace : Shay Grace Davis (1 épisode)
- 2011 : The Whole Truth : Dr Christy Turner (1 épisode)
- 2011 : Body of Proof : Nina Wheeler (1 épisode)
- 2011 : Unforgettable : Rosario Sanchez (1 épisode)
- 2012 : Les Experts : Manhattan : Elaine Moore (1 épisode)
- 2013 : Revenge : Donna Carlisle (1 épisode)
- 2013-2018 : The Fosters : Lena Adams Foster (rôle principal - 104 épisodes)
- 2014 : New York, unité spéciale : Sondra Vaughn (saison 15, épisode 17)
- 2015 : How to Get Away with Murder : Tanya  (1 épisode)
- 2019 : Good Trouble : Lena Adams Foster (4 épisodes)
- 2019 : Marvel : Les Agents du SHIELD : Atarah (saison 6, épisodes 5, 6 et 11)
- 2019-2020 : Roswell, New Mexico : Mimi DeLuca (saison 1, épisode 7; saison 2, épisodes 1 et 3)
- 2019 : Abandonnée à 13 ans (I Am Somebody's Child: The Regina Louise Story) de Janice Cooke (en) : Regina Louise adulte
- 2020 -  2022 : Locke and Key : Ellie Whedon (rôle secondaire - 9 épisodes)
- 2020 : Grey's Anatomy : Dr. Allison Browne (saison 16, épisode 19)
- 2022 : New York, unité spéciale : Cressida Gordon (saison 23, épisode 16)
- 2025 : New York, police judiciaire : Andrea Morgan (saison 24, épisode 10)

## Voix françaises
En France, Véronique Picciotto est la voix française régulière de Sherri Saum depuis la série Rescue Me en 2006.